# آنتونینا گوردن-گورتسکا
آنتونینا گوردن-گورتسکا (لهستانی: Antonina Gordon-Górecka؛ زادهٔ ۶ ژوئن ۱۹۱۴–۱۲ ژوئن ۱۹۹۳) بازیگر اهل لهستان بود.
از فیلم‌هایی که وی در آن‌ها نقش داشته‌است، می‌توان به مرحله پایانی اشاره نمود.
وی بابت فعالیت‌های هنری‌اش برندهٔ صلیب شایستگی، نشان دهمین سالگرد خلق لهستان و نشان افتخار تولد لهستان شد.